# Zbigniew Myga
Zbigniew Myga (ur. 12 listopada 1939 w Myszkowie) – polski piłkarz, pomocnik.
Przez szereg lat był piłkarzem Zagłębia (Stali) Sosnowiec, wcześniej grał w klubie z rodzinnej miejscowości. W barwach Zagłębia w 1962 i 1963 sięgnął po Puchar Polski. W reprezentacji Polski wystąpił raz, w rozegranym 3 grudnia 1966 spotkaniu z Izraelem, które Polska zremisowała 0:0. 
Jako trener pracował między innymi w Zagłębiu Sosnowiec i MKS Myszków.
25 lutego 2023 Zbigniew Myga, Jerzy Pielok i Władysław Szaryński symbolicznym kopnięciem piłki rozpoczęli mecz otwarcia na nowym stadionie Zagłębia Sosnowiec, w którym gospodarze pokonali GKS Katowice 2:1.